# Departamento de Agronomía (Universidad Nacional del Sur)
El Departamento de Agronomía es uno de los 17 departamentos que constituyen la Universidad Nacional del Sur, localizada en la ciudad de Bahía Blanca, Argentina.

## Historia
Al formarse la Universidad en 1956 se inauguró el Instituto de Edafología e Hidrología, dedicado a la investigación de problemas del suelo y de las aguas del sur argentino; y el Departamento de Agrozootecnia con funciones específicas de docencia que luego fue renombrado a Departamento de Agronomía a partir de 1962. En 1975 desapareció el Instituto de Edafología e Hidrología y su personal se incorporó al Departamento de Agronomía. Ofrece 3 tecnicaturas e Ingeniería Agronómica cuyo último plan de estudios data de 1998. Desde 1976 el Departamento también dicta el Magíster en Ciencias Agrarias y el Doctorado en Agronomía.
Desde 1994 presenta en el Campus Universitario de Altos del Palihue un edificio de cinco plantas, aulas, biblioteca, laboratorios de investigación y servicios, dos invernáculos, galpones, corrales y parcelas experimentales. Posee además tres campos de experimentación y producción situados en el sur de la provincia de Buenos Aires.
En 2016 forman parte del personal docente 56 profesores y 27 asistentes.

## Carreras
Las carreras de pregrado y grado del Departamento son:
| Carreras de pregrado y grado                                 | Duración |
| ------------------------------------------------------------ | -------- |
| Técnico Universitario Apícola                                | 3 años   |
| Técnico Superior Agrario en Suelos y Aguas                   | 3 años   |
| Técnico Universitario en Manejo y Comercialización de Granos | 3 años   |
| Ingeniería Agronómica                                        | 5 años   |